# Mranggen (Purwoasri)
Mranggen is een bestuurslaag in het regentschap Kediri van de provincie Oost-Java, Indonesië. Mranggen telt 2365 inwoners (volkstelling 2010).